# Черников, Егор Викторович
Егор Викторович Черников (род. 9 декабря 2002, Нижневартовск, Тюменская область) — российский хоккеист, нападающий.

## Биография
Воспитанник ханты-мансийской «Югры». С сезона 2019/20 стал играть за команду МХЛ «Мамонты Югры». В следующем сезоне провёл один матч в ВХЛ за «Югру». Весь сезон 2023/24 отыграл в «Югре». 2 мая 2024 года был обменян в «Ладу», с которой подписал двухлетний двусторонний контракт. 5 сентября 2024 года в домашней игре против «Локомотива» (0:3) дебютировал в КХЛ.